# Nikola Jokić
Nikola Jokić (Sombor, Sèrbia, 19 de febrer de 1995) és un jugador professional de bàsquet serbi, internacional amb la Selecció de bàsquet de Sèrbia, que actualment pertany a la plantilla dels Denver Nuggets de la NBA. Aquest equip el va seleccionar en el lloc 41 de la segona ronda del Draft de la NBA de 2014. Amb 2,11 metres d'alçada, juga com a pivot.

## Trajectòria esportiva

### Professional
El 2012, Jokić va signar amb el Mega Vizura. La intenció era que jugués, sobretot, amb l'equip juvenil durant la temporada 2012-13. El 2013-14, va jugar 13 partits amb el Mega Vizura a la Lliga Sèrbia i 25 partits a la Lliga Adriàtica de bàsquet. Durant els 25 partits de la Lliga Adriàtica, va fer una mitjana de 11,4 punts, 6,4 rebots, dues assistències i un tap en 25 minuts per partit.
El 26 de juny de 2014, Jokić va ser seleccionat en segona ronda en el lloc número 41 del Draft de la NBA de 2014 pels Denver Nuggets.
Al juliol de 2015 fitxa pels Nuggets després de fer una mitjana de 8,0 punts i 6,2 rebots a la NBA Summer League. En la seva primera temporada va ser inclòs en el millor equip de debutants de la NBA.
En la seva tercera temporada a Denver, Jokic es va establir com el pivot titular de la franquícia de Colorado, en la qual va fer una mitjana de 18,5 punts i 10,7 rebots.
Durant el seu quart i cinquè any, va liderar als Nuggets i va ser seleccionat per jugar l'All-Star Game.
Durant la seva sisena temporada, la 2020-21, va establir un parell de rècords: El 28 de desembre es va convertir en el pivot amb més assistències en un partit de la franquícia, amb 18. Només a una del rècord d'un pivot de l'NBA que té Wilt Chamberlain (amb 19). I l'endemà passat, el 30 de desembre de 2020, es va convertir en el jugador amb més triples dobles de la història dels Nuggets, amb 44 (i el novè de tota la NBA). El 2 de febrer de 2021, va ser nomenat jugador del mes de la Conferència Oest de la NBA i el 6 de febrer, va registrar la màxima anotació de la seva carrera, amb 50 punts davant Sacramento Kings. El 23 de febrer, va ser triat per tercera vegada per disputar l'All-Star Game que es va celebrar a Atlanta. Al final de la temporada, el 8 de juny, va ser nomenat MVP de la Temporada de la NBA; convertint-se en el jugador amb la posició més baixa del Draft de la NBA (#41) que guanya aquest guardó.
A l'inici de la seva setena temporada a Denver, el 8 de novembre de 2021, durant un partit contra els Miami Heat, es va produir un incident entre Nikola i l'aler dels Heat, Markieff Morris, pel qual va ser suspès un partit.

### Selecció nacional
Jokić va ajudar a la selecció juvenil de Sèrbia a guanyar la medalla de plata al Campionat Mundial de Bàsquet Sub-19 de 2013 disputat a la República Txeca. En 8 partits, va fer una mitjana de 7,1 punts, 5,0 rebots i 1,5 assistències en 16,9 minuts per partit.
Ja amb la selecció absoluta, va participar en els Jocs Olímpics de Rio 2016, on Sèrbia va guanyar la medalla de plata, després de perdre la final davant dels Estats Units (96–66).
El 2019, va participar amb la seva selecció al Mundial de la Xina, arribant a quarts de final eliminada per la finalista Argentina. La FIBA la situa però en 5a posició final.

## Estadístiques de la seva carrera en la NBA
|  | Líder de la lliga |

### Temporada regular
| Any      | Equip    | PJ  | PT  | MPP  | %TC  | %3   | %TL  | RPP  | APP | ROB | TPP | PPP  |
| -------- | -------- | --- | --- | ---- | ---- | ---- | ---- | ---- | --- | --- | --- | ---- |
| 2015-16  | Denver   | 80  | 55  | 21.7 | .512 | .333 | .811 | 7.0  | 2.4 | 1.0 | .6  | 10.0 |
| 2016-17  | Denver   | 73  | 59  | 27.9 | .577 | .324 | .825 | 9.8  | 4.9 | .8  | .8  | 16.7 |
| 2017-18  | Denver   | 75  | 73  | 32.6 | .500 | .396 | .850 | 10.7 | 6.1 | 1.2 | .8  | 18.5 |
| 2018-19  | Denver   | 80  | 80  | 31.3 | .511 | .307 | .821 | 10.8 | 7.3 | 1.4 | .7  | 20.1 |
| 2019-20  | Denver   | 73  | 73  | 32.0 | .528 | .314 | .817 | 9.7  | 7.0 | 1.2 | .6  | 19.9 |
| 2020-21  | Denver   | 72  | 72  | 34.6 | .566 | .388 | .868 | 10.8 | 8.3 | 1.3 | .7  | 26.4 |
| Total    | Total    | 453 | 412 | 29.9 | .533 | .347 | .835 | 9.8  | 6.0 | 1.1 | .7  | 18.5 |
| All-Star | All-Star | 3   | 1   | 14.7 | .667 | .333 | —    | 6.0  | 2.0 | .3  | .3  | 5.7  |

### Playoffs
| Any   | Equip  | PJ | PT | MPP  | %TC  | %3   | %TL  | RPP  | APP | ROB | TPP | PPP  |
| ----- | ------ | -- | -- | ---- | ---- | ---- | ---- | ---- | --- | --- | --- | ---- |
| 2019  | Denver | 14 | 14 | 39.8 | .506 | .393 | .846 | 13.0 | 8.4 | 1.1 | .9  | 25.1 |
| 2020  | Denver | 19 | 19 | 36.5 | .519 | .429 | .835 | 9.8  | 5.7 | 1.1 | .8  | 24.4 |
| 2021  | Denver | 10 | 10 | 34.5 | .509 | .377 | .836 | 11.6 | 5.0 | .6  | .9  | 29.8 |
| Total | Total  | 43 | 43 | 37.1 | .512 | .406 | .840 | 11.3 | 6.4 | 1.0 | .9  | 25.9 |